# سكوت ديفيز (دراج)
سكوت ديفيز (بالإنجليزية: Scott Davies) مواليد 5 أغسطس 1995 في ويلز، هو دراج ويلزي.

## سباقات أو مراحل فاز بها
| التاريخ        | السباق                                                                | المركز                   |
| -------------- | --------------------------------------------------------------------- | ------------------------ |
| 03 أبريل 2016  | تريبتيك ديس مونتس إت شاتيوكس 2016                                     | السادس في التصنيف العام  |
| 23 يونيو 2016  | سباق الطريق ضد الساعة للرجال تحت 23 سنة في بطولة المملكة المتحدة 2016 | الفائز في التصنيف العام  |
| 31 يوليو 2016  | 2016 Tour Alsace                                                      | المركز الثاني            |
| 09 أبريل 2017  | سيركويت ديس آردن 2017                                                 | الفائز حسب ترتيب السرعة  |
| 18 سبتمبر 2017 | سباق الزمن تحت 23 سنة في بطولة العالم 2017                            | العاشر في التصنيف العام  |
| 21 يناير 2018  | داون أندر 2018                                                        | الثامن في تصنيف أفضل شاب |
| 25 فبراير 2018 | طواف أبو ظبي 2018                                                     | العاشر في تصنيف أفضل شاب |
| 09 سبتمبر 2018 | طواف بريطانيا 2018                                                    | السادس في تصنيف الجبال   |
| 12 يوليو 2019  | طواف النمسا 2019                                                      | الرابع في تصنيف الجبال   |

## روابط خارجية
- سكوت ديفيز على موقع الاتحاد الدولي للدراجات (الإنجليزية)
- سكوت ديفيز على موقع أرشيف الدراجات (الإنجليزية)
- سكوت ديفيز على موقع إحصائيات الدراجات الإحترافية (الإنجليزية)
- سكوت ديفيز على موقع نسبة الدراجات (الإنجليزية)
- سكوت ديفيز على موقع CycleBase (الإنجليزية)
- scottdavies95على تويتر.